# Júszef el-Mszákní
Júszef el-Mszákní  (arabul: يوسف المساكني; Tunisz, 1990. október 28. –) tunéziai válogatott labdarúgó, aki jelenleg az el-Arabí játékosa kölcsönben.
Testvére, Íháb el-Mszákní szintén labdarúgó, az el-Ahed játékosa.

## Sikerei, díjai
- Espérance de Tunis
  - CAF-bajnokok ligája: 2011
  - Tunéziai bajnokság: 2009, 2010, 2011, 2012
  - Tunéziai kupa: 2011

- Lekhwiya SC
  - Katari bajnokság: 2014, 2015
  - Katari kupa: 2015

## Külső hivatkozások
- Youssef Msakni Transfermarkt